# Matt Shakman

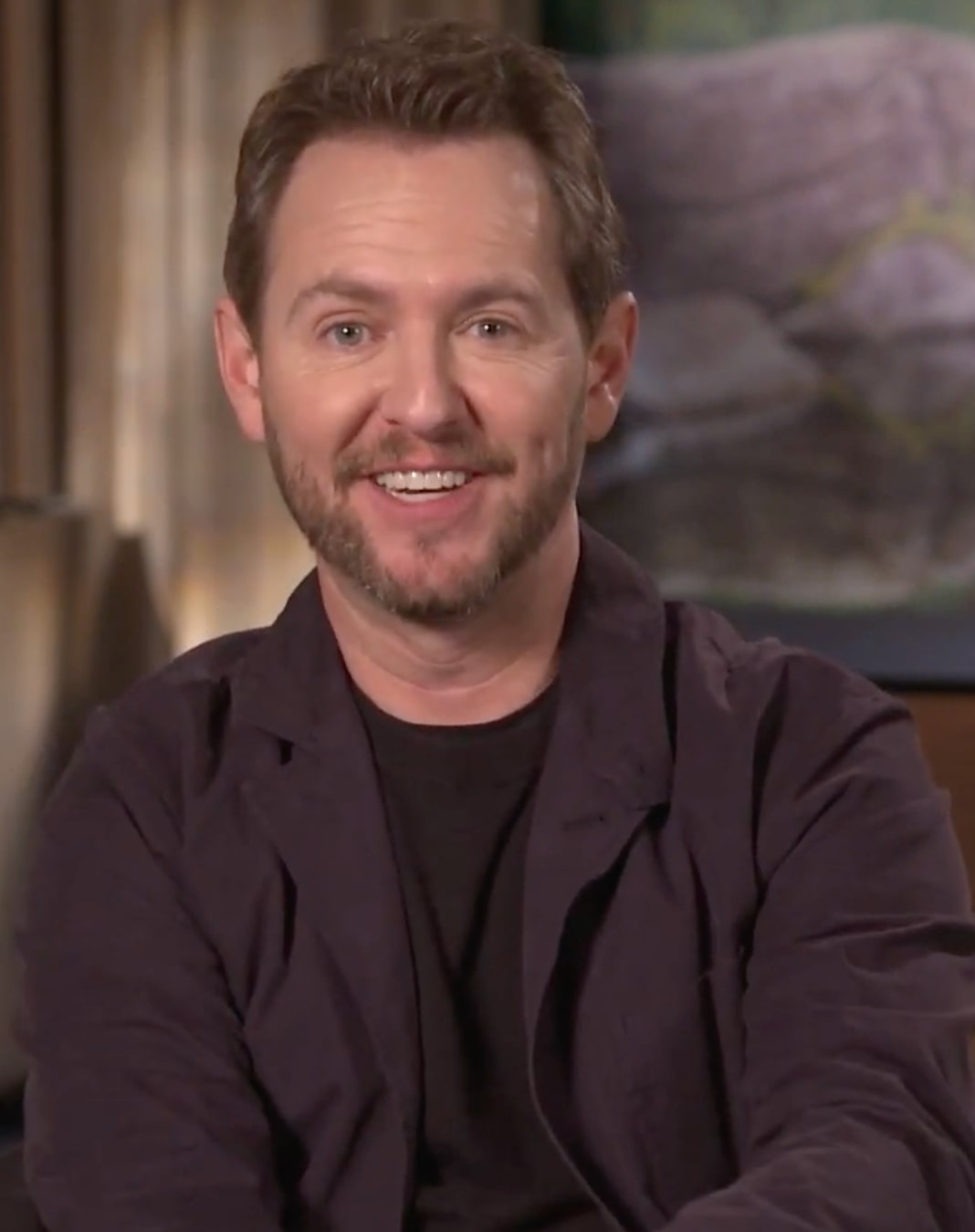
Matt Shakman, 2023

Matt Shakman (* 8. August 1975 in Ventura, Kalifornien) ist ein amerikanischer Film- und Fernsehregisseur sowie ehemaliger Schauspieler.

## Leben und Karriere
Matt Shakman wuchs in seinem Geburtsort Ventura auf. Er besuchte die Thacher School in Ojai und studierte anschließend Kunstgeschichte und Theaterwissenschaft an der Yale University.
Als Kinderdarsteller wirkte er unter anderem in den Fernsehserien Ein Engel auf Erden, Harrys wundersames Strafgericht und Chaos hoch zehn mit. Zusammen mit der restlichen Besetzung von Chaos hoch zehn wurde er 1989 für den Youth In Film Award in der Kategorie Herausragende Besetzung in einer Fernsehserie nominiert.
Seit den frühen 2000er Jahren ist Shakman hauptsächlich als Regisseur an verschiedenen Fernsehserien beteiligt. Er inszenierte Episoden von Everwood, Brothers & Sisters, Ugly Betty, Dr. House, Psych, Good Wife und It’s Always Sunny in Philadelphia. Mit dem Thriller Cut Bank – Kleine Morde unter Nachbarn führte er 2014 erstmals bei einem Spielfilm Regie. Zuletzt inszenierte er alle Folgen der im Januar 2021 angelaufenen Miniserie WandaVision, die zum Marvel Cinematic Universe gehört. Mit dem 2025 veröffentlichten Spielfilm The Fantastic Four: First Steps inszenierte Shakman sein zweites MCU-Projekt.
An der Serie It’s Always Sunny in Philadelphia war er von 2009 bis 2012 in verschiedenen Positionen beteiligt, während der ersten Staffel sogar als Fernsehproduzent.

## Filmografie (Auswahl)
Als Schauspieler
- 1984: Ein Engel auf Erden (Highway to Heaven, Episode 1x13)
- 1987: Harrys wundersames Strafgericht (Night Court, Episode 4x19)
- 1988–1990: Chaos hoch zehn (Just the Ten of Us, 47 Episoden)

Als Regisseur
- 2002: Noch mal mit Gefühl (Once and Again, Episode 3x17)
- 2003–2006: Everwood (4 Episoden)
- 2005: One Tree Hill (Episode 2x11)
- 2005: Boston Legal (Episode 1x17)
- 2005: Six Feet Under – Gestorben wird immer (Six Feet Under, Episode 5x08)
- 2006: Men in Trees (Episode 1x08)
- 2006–2007: Brothers & Sisters (3 Episoden)
- 2006–2013: Psych (5 Episoden)
- 2007–2012: Dr. House (House, 5 Episoden)
- 2007–2017: It’s Always Sunny in Philadelphia (43 Episoden)
- 2008–2009: Ugly Betty (3 Episoden)
- 2011, 2013–2015: Revenge (4 Episoden)
- 2012: Mad Men (Episode 5x04)
- 2013–2016: Good Wife (The Good Wife, 6 Episoden)
- 2014: Fargo (Episoden 1x09–1x10)
- 2014: Cut Bank – Kleine Morde unter Nachbarn (Cut Bank, Film)
- 2014–2015: You’re the Worst (5 Episoden)
- 2014: Grace and Frankie (Episode 1x09)
- 2015: Heroes Reborn (Episode 1x01)
- 2016: American Gothic (Episode 1x01)
- 2017: Game of Thrones (Episoden 7x04–7x05)
- 2018: Billions (Episode 3x05)
- 2018: Strange Angel (Episode 1x05)
- 2019: The Boys (Episode 1x02)
- 2019: Succession (Episode 2x06)
- 2019: The Great (Episode 1x01)
- 2021: WandaVision (9 Episoden)
- 2023: The Consultant (Episode 1x01)
- 2023: Monarch: Legacy of Monsters (2 Episoden)
- 2025: The Fantastic Four: First Steps